# 日産プリンス西東京販売
日産プリンス西東京販売株式会社（にっさんプリンスにしとうきょうはんばい）とは、かつて東京都品川区に本社が所在した、日産車の販売会社である。

## 概要
東京都多摩エリアを中心に新車35店舗中古車8店舗を展開していた。現在は日産東京販売として営業を継続している。

## 沿革
- 2001年（平成13年）10月1日 - 東京都内のレッドステージの再編を実施。日産サティオ東京の多摩地区の店舗を継承。商号を日産プリンス多摩販売株式会社から日産プリンス西東京販売株式会社に変更、本店を東京都立川市から現在地に移転。
- 2006年（平成18年）10月1日 - 日産プリンス西東京販売と東京日産モーター（多摩地区、ブルーステージ）が合併。
- 2011年（平成23年）4月1日 - 日産プリンス西東京販売・東京日産自動車販売・日産プリンス東京販売において東京都の販売網の再編成を実施。これに伴い、経営が日産ネットワークホールディングスから日産東京販売ホールディングスに移管される。同時に、法人・業者販売部門を日産自動車販売に移管する。
- 2014年（平成26年）4月1日 - ルノー小平とルノー八王子の運営を、ルノー世田谷・ルノー練馬を運営している日産プリンス東京販売に移管。ルノーNT販売として、東京都のルノー販売が一本化される。
- 2021年（令和3年）7月1日 - 日産プリンス西東京販売・東京日産自動車販売・日産プリンス東京販売の3社合併一本化に伴い法人は解散。店舗はそのまま日産東京販売として営業を継続する。

## 事業所
- 本社 - 東京都品川区西五反田四丁目32番1号
- 三鷹店 - 東京都三鷹市下連雀五丁目9番13号
- 武蔵野店 - 東京都西東京市新町二丁目5番8号
- 田無店 - 東京都西東京市保谷町四丁目12番4号（日産・ブルーステージ）
- 小平花小金井店 - 東京都小平市花小金井三丁目32番2号
- 久留米店 - 東京都東久留米市前沢五丁目31番10号
- 小平店 - 東京都小平市小川東町一丁目18番23号
- 東村山店 - 東京都東村山市富士見町三丁目27番地1（日産・ブルーステージ）
- 東大和店 - 東京都東大和市立野一丁目1番13号
- 小金井店 - 東京都小金井市貫井北町五丁目17番14号
- 立川サンシャインパーク店 - 東京都立川市泉町935番地1
- 立川店 - 東京都立川市錦町五丁目17番11号
- 青梅店 - 東京都青梅市野上町三丁目23番地5
- 青梅新町店 - 東京都青梅市新町九丁目2203番地2（日産・ブルーステージ）
- 羽村産業通り店 - 東京都羽村市神明台二丁目5番30号
- 村山店 - 東京都武蔵村山市学園二丁目13番地2
- あきる野店 - 東京都あきる野市引田361番地2
- 拝島橋店 - 東京都昭島市田中町四丁目1番1号
- 調布つつじヶ丘店 - 東京都調布市菊野台一丁目31番地1
- 調布多摩川店 - 東京都調布市多摩川三丁目40番地1
- 府中白糸台店 - 東京都府中市白糸台三丁目31番地3
- 府中店 - 東京都府中市若松町二丁目3番地22
- 府中西原店 - 東京都府中市西原町一丁目5番地1号
- 稲城店 - 東京都稲城市東長沼1732番地4
- 百草園駅前店 - 東京都日野市落川975番地1
- 多摩センター店 - 東京都多摩市愛宕四丁目18番地16
- ニュータウン堀之内店 - 東京都八王子市堀之内二丁目1番8号
- 町田鶴川店 - 東京都町田市能ヶ谷二丁目4番6号
- 町田忠生店 - 東京都町田市忠生一丁目27番4号
- 忠生公園店 - 東京都町田市忠生一丁目1番3号（日産・ブルーステージ）
- 町田南店 - 東京都町田市金森四丁目2番22号
- 八王子松枝橋店 - 東京都八王子市泉町1910番地48
- 八王子高倉店 - 東京都八王子市高倉町41番7号
- 大和田店 - 東京都八王子市大和田町三丁目9番16号（日産・ブルーステージ）
- 八王子めじろ台店 - 東京都八王子市椚田町580番地3
- 八王子東浅川店 - 東京都八王子市東浅川町556番地10
- レッドステーション青梅店 - 東京都青梅市新町九丁目2013番地1
- レッドステーション田無店 - 東京都西東京市富士町五丁目1番5号
- レッドステーション東久留米店 - 東京都小平市大沼町二丁目720番地7
- レッドステーション府中白糸台店 - 東京都府中市白糸台一丁目30番地2
- レッドステーション昭島中神店 - 東京都昭島市中神町二丁目37番地15号
- レッドステーション町田店 - 東京都町田市木曽東一丁目13番44号
- レッドステーション八王子楢原店 - 東京都八王子市楢原町601番地14
- レッドステーション八王子南店 - 東京都八王子市柚木二丁目5番18号

### かつて経営していた店舗
- 北府中店 - 東京都府中市栄町三丁目11番地1
- ルノー小平 - 東京都小平市大沼町二丁目555番地
- ルノー八王子 - 東京都八王子市大和田町二丁目21番20号

### 東京都内の他日産車販売店
- 日産自動車販売

## 関連会社
- 株式会社車検館